# زنجیرآباد
زنجیرآباد یکی از روستاهای استان آذربایجان شرقی است که در دهستان آلمالو بخش نظرکهریزی شهرستان هشترود واقع شده‌است جمعیت این روستا ۱۰۴نفروحدودا ۲۵خانوار است.